# Star Wars: Force Arena
Star Wars: Force Arena est un jeu vidéo de type MOBA développé et édité par Netmarble Games, sorti en 2017 sur iOS et Android. Les serveurs ont fermé le 19 mars 2019. C'était un jeu PvP en temps réel avec des combats en arène.

## Système de jeu
Le système se rapproche de celui de Clash Royale, avec un système de carte comprenant différents types (normale, rare, légendaire, etc.). Le but est de détruire les défenses de l'équipe adverse (3 tourelles et un générateur de bouclier pour chaque équipes).
Les cartes comprennent un héros de chaque époque et chaque camp avec sa propre carte de soutien (ex : Dr Aphra pour Vador, Ahsoka pour Anakin, Chewbacca pour Han Solo, etc.) avec un emplacement pour 5 autres cartes passant par le soldat, les véhicules blindés, les vaisseaux...

## Accueil
- Jeuxvideo.com : 16/20[2]
- Pocket Gamer : 4/5[3]